# Мазніашвілі Георгій Іванович
Георгій Іванович Мазніашвілі (груз. გიორგი მაზნიაშვილი; 6 квітня 1870, Сасіреті Каспського району (у сучасній провінції Шида Картлі, Грузія  — 08 вересня 1937) — воєначальник Грузинської Демократичної Республіки, генерал Грузії, в російській імператорській армії — підполковник. Кавалер ордена св. Георгія.

## Біографія
Отримав військову освіту в Росії. Брав участь в російсько-японській війні, де відзначився героїзмом. Після отриманого поранення перебував на лікуванні в шпиталі, де за ним доглядали дочки російського імператора Миколи II. Там же удостоївся відвідин Миколи II, який особисто вручив йому Георгіївський хрест і запросив в палац.
В Першу світову війну воював на Західному фронті, був поранений під Варшавою. Після Лютневої революції повернувся до Грузії, де сформував грузинську 2 дивізію, і забезпечив захист Тбілісі від хаотично відступаючих російських солдатів.
У квітні 1918 року на основі Брестського миру турки зайняли Батумі, звідки, в порушення угод, продовжили наступ у грузинську провінцію Гурія, досягнувши Озургеті. Мобілізувавши народне ополчення, партизанів і частини військ 6 квітня завдав їм вирішальної поразки біля річки Чолокі.
В червні 1918 року був призначений генерал-губернатором Абхазії, де брав участь у придушенні більшовицького опору. Наприкінці червня 1918 р. командував грузинським загоном з 500 солдатів з двома батареями у першій фазі Сочинського конфлікту. Зайняв Гагри, Сочі, Туапсе. Через деякий час переслідувані з півночі Добровольчою армією більшовики (залишки армії Сорокіна) вибили з Туапсе грузинський загін, але потім відступили на Майкоп і Туапсе було зайнято добровольцями.
У жовтні 1918 року призначений генерал-губернатором Тбіліського округу, в листопаді 1918 — головнокомандувачем у війні з Вірменією, керував захистом Грузії від наступу військ Канаяна. З 1919 р. служив генерал-губернатором Ахалцихе і Ахалкалакі, 8 жовтня 1920 р. був призначений начальником Тбіліського гарнізону.
У лютому 1921 року під час радянського вторгнення до Грузії був призначений командувачем Соганлугського угрупування військ, керував обороною висот Соганглуг (передмістя Тбілісі).
В березні 1921 року, після того, як турки знову зайняли Аджарію, грузинські більшовики звернулися за допомогою до Мазніашвілі. Серго Орджонікідзе заявив: «як меншовицький генерал ти оголошений поза законом і будь-хто може тебе розстріляти, тому переходь на бік більшовиків». Мазніашвілі відповів: «я не меншовицький і не більшовицький генерал. Я грузинський генерал». Мазніашвілі терміново розробив план операції і 18 — 19 березня із залишками грузинських військ звільнив Батумі і передав регіон Радянським владі. Тим самим він врятував Аджарію від долі інших грузинських земель, які були захоплені і залишилися на сьогодні у володінні Туреччини.
З квітня 1921 р. служив комдивом в Грузинській Червоної Армії, а з липня — інспектором піхотних військ.
Попри свої величезні заслуги, в 1923 році  заарештований разом з членами «Військового Центру» за звинуваченням у підготовці загального повстання в Грузії і засуджений до розстрілу. Через два роки був виведений з камери для смертників і вивезений в Іран. З Ірану перебрався у Францію і жив у Парижі. Після тривалих переговорів з радянським урядом повернувся на батьківщину. Не маючи роботи та пенсії віддалився в рідне село Сасіреті, де жив далеко від політичного життя і годував сім'ю веденням господарства.
Під час чисток 1937 року спочатку був заарештований його син, а потім і сам генерал. Розстріляний. Місцезнаходження могили невідоме.